# 卡姆斯多夫
卡姆斯多夫是德国图林根州的一个市镇。总面积6.90平方公里，总人口2796人，其中男性1388人，女性1408人（2011年12月31日），人口密度405人/平方公里。